# Cham (danse)
Pour les articles homonymes, voir Cham.

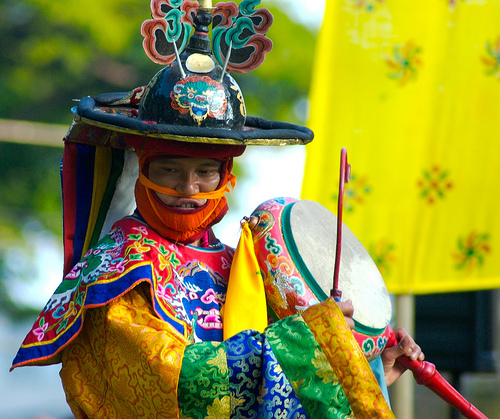
Musicien

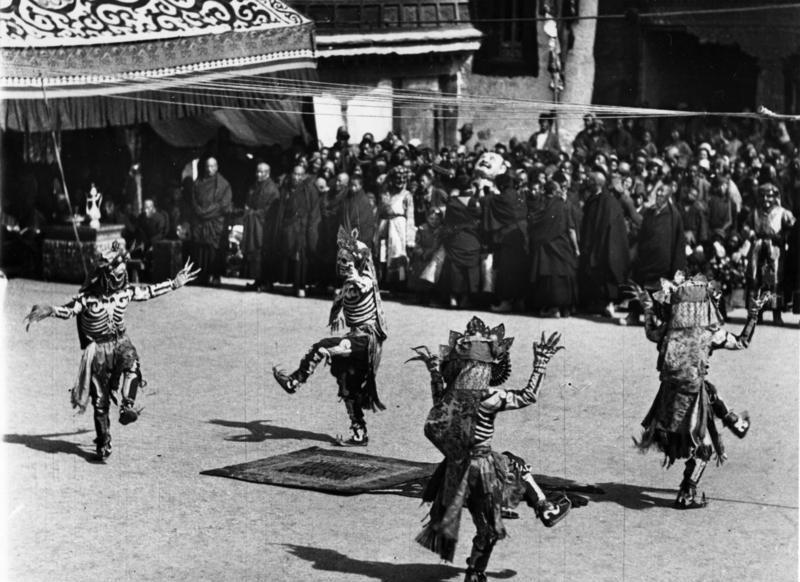
Représentation de cham

La danse cham (tibétain : འཆམ་, Wylie : 'cham, THL : cham ; chinois : 跳欠 ; pinyin : tiàoqiàn, mongol : ᠴᠠᠮ, VPMC : cham, cyrillique : цам, MNS : tsam) est un ensemble de danses rituelles du bouddhisme tibétain ; c’est une danse animée où les danseurs portent des masques et des costumes représentant différents personnages de la religion et du folklore. La danse est accompagnée de musique jouée par des moines employant des instruments traditionnels. Ces danses comprennent souvent des instructions morales et apportent un mérite à ceux qui les observent.

## Aires culturelles
Au Bhoutan, les danses sont réalisées pendant le festival annuel bouddhique du Tsechu (en) (tibétain : ཚེས་བཅུ, Wylie : tshes bcu, THL : tsé chu, le dixième jour), et qui se tient dans chaque région du pays. Dans certaines fêtes, une grande peinture connue sous le nom de tongdrol est montrée brièvement. La vision du tongdrol est censée apporter un mérite à l'observateur.
Au Tibet, des danses de Cham qui accompagnent la fête annuelle bouddhique de Mönlam sont effectuées  le second jour de cette fête. Elles ont été interdites par l’administration de la République populaire de Chine pendant la révolution culturelle, puis, en 1990.
On la retrouve également au Ladakh, en Arunachal Pradesh et au Sikkim en Inde, ainsi qu'en Mongolie, Mongolie-Intérieure et en Bouriatie (République de Russie).

## Galerie

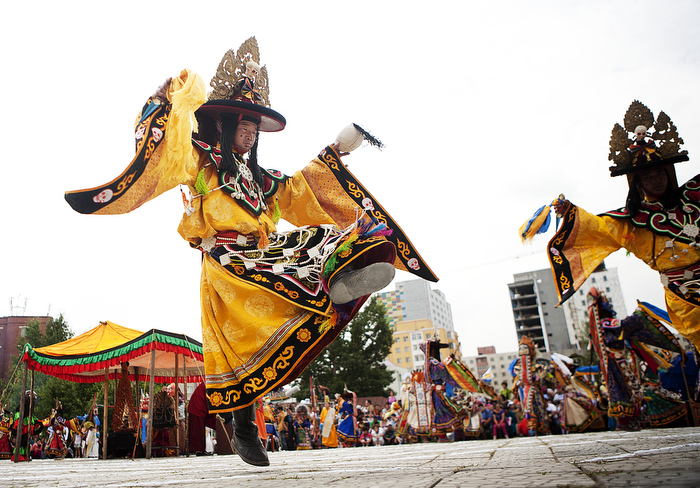
Cham à Oulan-Bator, en Mongolie
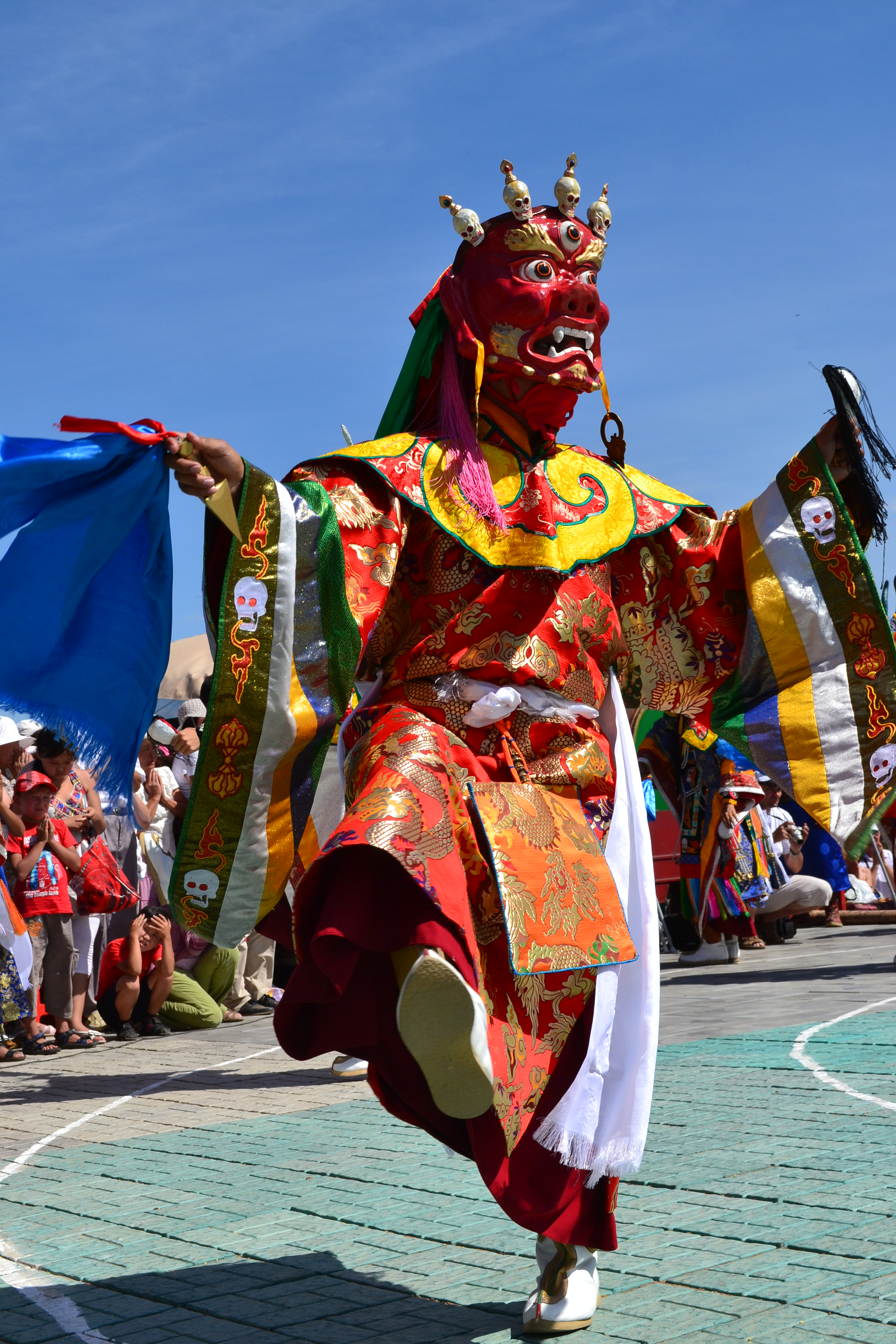
Représentation de Begtse pendant une cham à Oulan-Oudé, en Bouriatie
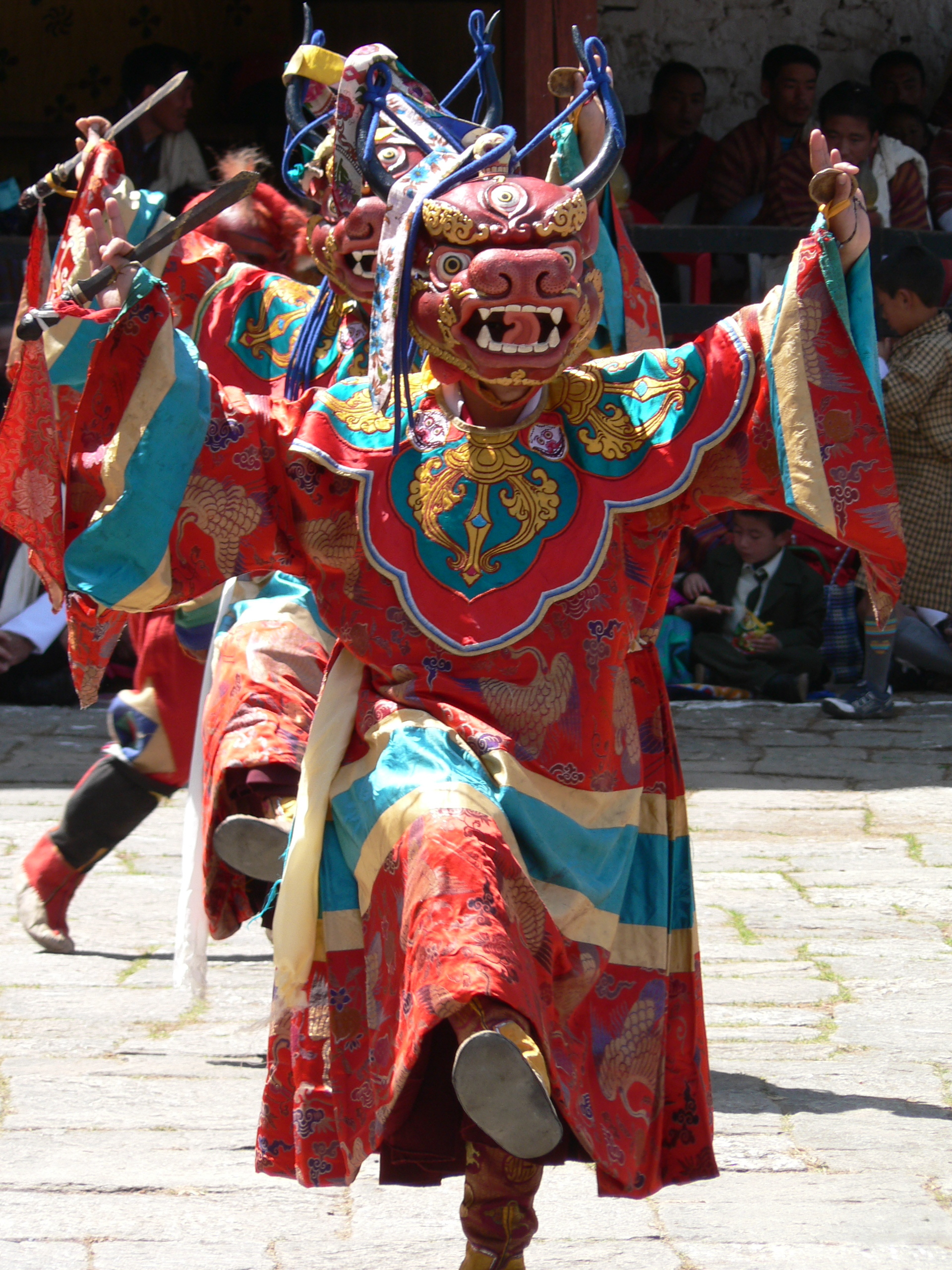
Seigneur de la mort pendant Tsechu, au Bhoutan
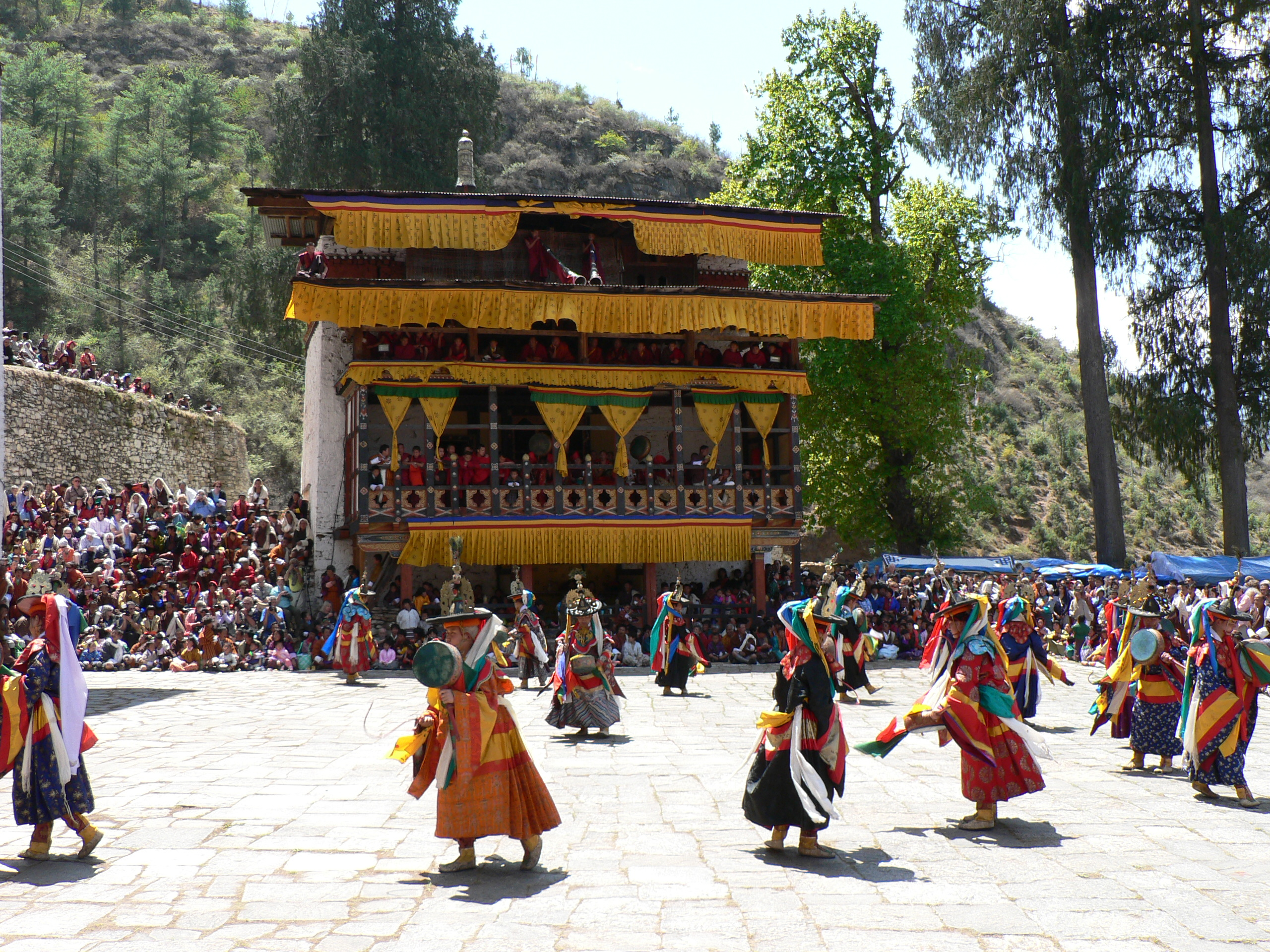
Representation pendant tsechu au Bhoutan
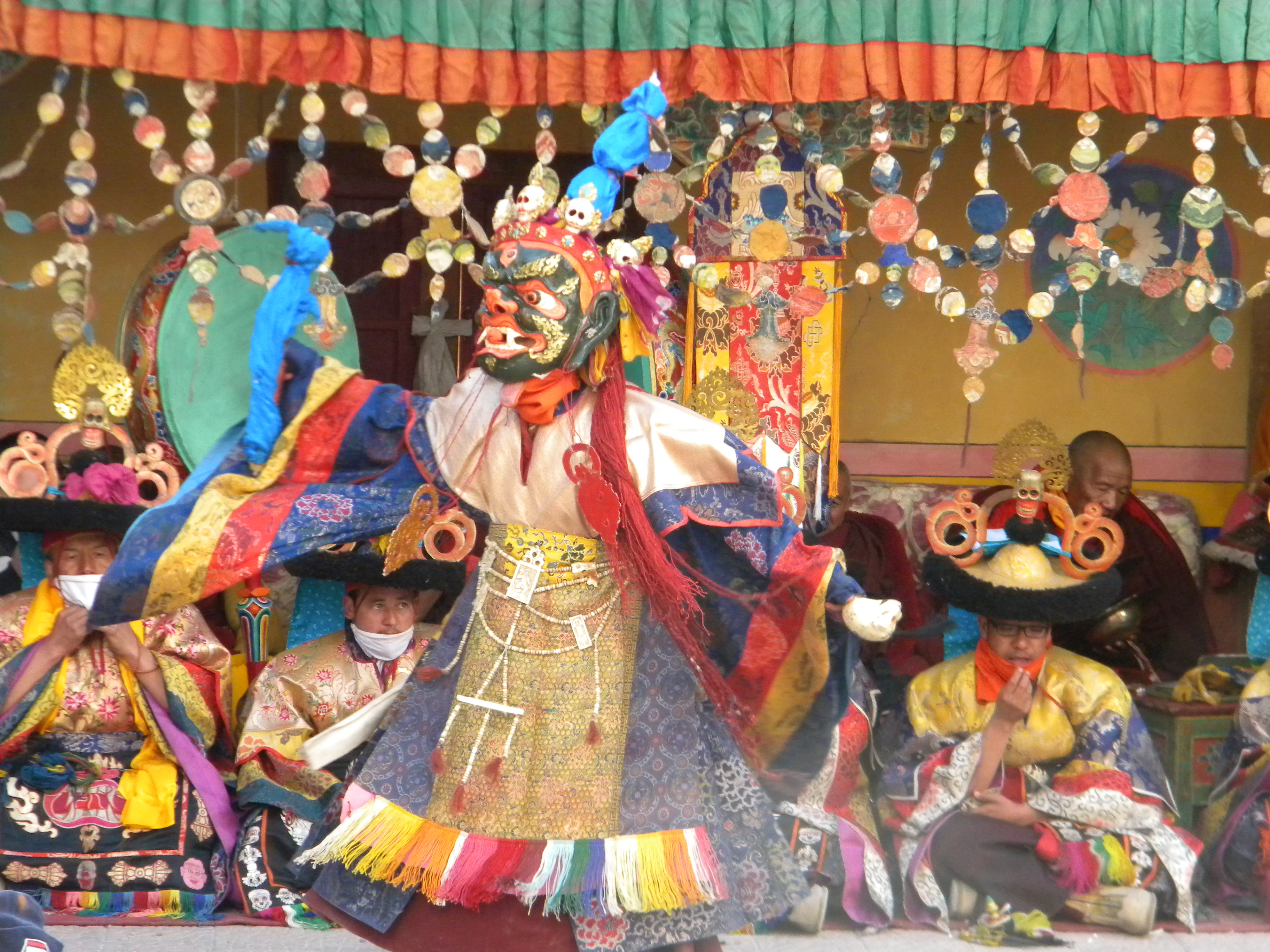
Cham au Ladakh